# Coeses (Lugo)
Coeses (llamada oficialmente Santa María Madanela de Coeses) es una parroquia española del municipio de Lugo, en la provincia de Lugo, Galicia.

## Otras denominaciones
La parroquia también es conocida por el nombre de Santa María Magdalena de Coeses.

## Organización territorial
La parroquia está formada por nueve entidades de población, constando ocho de ellas en el nomenclátor del Instituto Nacional de Estadística español:
- As Barreiras
- Ceza
- Fontemaior
- Pollido
- Pombal (O Pombal)
- Portanova
- Trasfontao
- Ventosinos (Ventosiños)
- Villalvite (Vilalvite)

## Demografía
| Gráfica de evolución demográfica de Coeses entre 2000 y 2020 |
|                                                              |
| Datos según el nomenclátor publicado por el INE.             |